# Jennifer Love Hewitt
Jennifer Love Hewitt, född 21 februari 1979 i Waco i Texas, är en amerikansk skådespelare, filmproducent och sångerska. Hewitt är bland annat känd för rollerna i Ensamma hemma (1995-1999), Jag vet vad du gjorde förra sommaren (1997) och Ghost Whisperer (2005-2010).

## Biografi
Jennifer Love Hewitt började sin karriär som fotomodell och har sedan också släppt flera musikalbum, det senaste kallat BareNaked (2002), med singlarna "BareNaked" och "Can I go now?". 
Vid 16 års ålder slog hon igenom med rollen som Sarah Reeves Merrin i Ensamma hemma. Andra framgångar är bland annat rollen som Julie James i rysarna Jag vet vad du gjorde förra sommaren (1997) och Jag vet fortfarande vad du gjorde förra sommaren (1998). I filmerna medverkar även skådespelare som Freddie Prinze, Jr., Sarah Michelle Gellar och Brandy. 
I TV-serien Ghost Whisperer spelar Hewitt en ung kvinna, Melinda Gordon, som har kontakt med andevärlden. Ghost Whisperer började att spelas in år 2005 och lades ner 2010.
Hewitt har flera gånger hamnat på listor över världens sexigaste kvinna i tidningar som FHM och Maxim.

## Filmografi
| År   | Titel                                            | Roll                   | Övrigt                           |
| ---- | ------------------------------------------------ | ---------------------- | -------------------------------- |
| 1992 | Munchie                                          | Andrea Kurtz           |                                  |
| 1993 | Little Miss Millions                             | Heather Lofton         | Även känd som Home for Christmas |
| 1993 | En värsting till syster 2                        | Margaret               |                                  |
| 1996 | House Arrest                                     | Brooke Figler          |                                  |
| 1997 | Räddningen                                       | Leah Jones             |                                  |
| 1997 | Jag vet vad du gjorde förra sommaren             | Julie James            |                                  |
| 1998 | Alla var där                                     | Amanda Beckett         |                                  |
| 1998 | Telling You                                      | Deb Freidman           |                                  |
| 1998 | Jag vet fortfarande vad du gjorde förra sommaren | Julie James            |                                  |
| 1999 | The Suburbans                                    | Cate                   |                                  |
| 2000 | The Audrey Hepburn Story                         | Audrey Hepburn         |                                  |
| 2001 | Heartbreakers                                    | Page Conners           |                                  |
| 2002 | Ringaren i Notre Dame II                         | Madellaine             | (Video) (röst)                   |
| 2002 | The Adventures of Tom Thumb and Thumbelina       | Thumbelina             | (Video) (röst)                   |
| 2002 | The Tuxedo                                       | Del Blaine             |                                  |
| 2004 | The Truth About Love                             | Alice Holbrook         |                                  |
| 2004 | If Only                                          | Samantha "Sam" Andrews |                                  |
| 2004 | Gustaf                                           | Liz                    |                                  |
| 2005 | Confessions                                      | Katya Livingston       |                                  |
| 2005 | In The Came                                      | Riley Reed             |                                  |
| 2006 | Gustaf 2                                         | Liz                    |                                  |
| 2007 | The Devil and Daniel Webster                     | Djävulen               |                                  |
| 2007 | Shortcut to Happiness                            |                        |                                  |
| 2008 | Tropic Thunder                                   | sig själv              | cameo                            |
| 2008 | Delgo                                            | Prinsessan Kyla        | röst                             |
| 2009 | The Magic 7                                      | Erica                  | röst                             |
| 2009 | Yes, Virginia                                    | Mrs. Laura O'Hanlon    | röst                             |
| 2010 | Cafe                                             | Claire                 |                                  |
| 2010 | The Client List                                  | Samantha "Sam" Horton  |                                  |
| 2025 | I Know What You Did Last Summer                  | Julie James            |                                  |

## TV
- Dance! Workout with Barbie
- Kids Incorporated (1989–1991)
- Running Wilde (1992) (ej visad)
- Shaky Ground (1992–1993)
- The Byrds of Paradise (1994)
- McKenna (1994–1995)
- Ensamma hemma (1995–1999)
- Boy Meets World (27 februari 1998) avsnitt "And Then There Was Shawn"
- Singel i New York (1999–2000)
- Herkules (TV-serie) (1999) Medusa
- The Weekenders (2000)
- The Audrey Hepburn Story (2000)
- Family Guy (31 jan, 2002) avsnitt "Stuck Together, Torn Apart"
- A Christmas Carol (2004)
- American Dreams (2004)
- In the Game (2004) (ej visad)
- Ghost Whisperer (2005–2010) – Melinda Gordon
- The Client List (TV-serie) (2012)
- Criminal Minds (2014–2015)
- 9-1-1 (2018–)

## Diskografi

### Album
| År   | Album                                  | Topplisteposition | Topplisteposition |
| År   | Album                                  | USA               | AUS               |
| ---- | -------------------------------------- | ----------------- | ----------------- |
| 1992 | Love Songs                             | NR                | NR                |
| 1995 | Let's Go Bang                          | -                 | -                 |
| 1996 | Jennifer Love Hewitt                   | -                 | -                 |
| 2002 | BareNaked                              | 37                | 31                |
| 2006 | Cool with You: The Platinum Collection | NR                | NR                |
| 2007 | Hey Everybody                          | NR                | NR                |

- NR betyder att albumet inte släpptes i landet.

### Singlar
| 1995                            | "Couldn't Find Another Man" | —   | —  | —  | —  | —  | —  | Let's Go Bang                                    |
| 1996                            | "No Ordinary Love"          | —   | —  | —  | —  | —  | —  | Jennifer Love Hewitt                             |
| 1999                            | "How Do I Deal"             | 59  | —  | 8  | 5  | —  | —  | I Still Know What You Did Last Summer Soundtrack |
| 2002                            | "BareNaked"                 | 124 | 31 | 6  | 26 | 33 | —  | BareNaked                                        |
| 2003                            | "Can I Go Now"              | —   | —  | 12 | —  | 8  | 69 | BareNaked                                        |
| "—" kom inte med på topplistan. |                             |     |    |    |    |    |    |                                                  |

### Soundtrack
- Från House Arrest:
  - 1996: "It's Good To Know I'm Alive"
- Från I Still Know What You Did Last Summer:
  - 1998: "How Do I Deal?"
- Från Disney's Superstars Hits:
  - 2002: "I'm Gonna Love You"
- Från If Only:
  - 2003: "Love Will Show You Everything", "Take My Heart Back"

## Priser och nomineringar
| År   | Gala                            | Kategori                                                          | Resultat  | Film/Serie                                                                        |
| ---- | ------------------------------- | ----------------------------------------------------------------- | --------- | --------------------------------------------------------------------------------- |
| 1990 | Young Artist Award              | Outstanding Young Ensemble Cast                                   | Nominerad | Kids Incorporated                                                                 |
| 1993 | Young Artist Award              | Outstanding Young Ensemble Cast in a Youth Series or Variety Show | Nominerad | Kids Incorporated                                                                 |
| 1994 | Young Artist Award              | Outstanding Youth Ensemble in a Cable or Off Primetime Series     | Vann      | Kids Incorporated                                                                 |
| 1996 | Young Artist Award              | Best Professional Actress/Singer                                  | Nominerad |                                                                                   |
| 1997 | YoungStar Award                 | Best Performance by a Young Actress in a Drama TV Series          | Nominerad | Party of Five                                                                     |
| 1998 | Young Artist Award              | Best Performance in a Feature Film - Leading Young Actress        | Nominerad | I Know What You Did Last Summer                                                   |
| 1998 | Blockbuster Entertainment Award | Favorite Female Newcomer                                          | Vann      | I Know What You Did Last Summer                                                   |
| 1998 | Blockbuster Entertainment Award | Favorite Actress - Horror                                         | Nominerad | I Know What You Did Last Summer                                                   |
| 1999 | MTV Movie Award                 | Best Female Performance                                           | Nominerad | Can't Hardly Wait                                                                 |
| 1999 | Blockbuster Entertainment Award | Favorite Actress - Horror                                         | Vann      | I Still Know What You Did Last Summer                                             |
| 1999 | Teen Choice Award               | Film - Choice Actress                                             | Vann      | I Still Know What You Did Last Summer                                             |
| 1999 | Teen Choice Award               | Film - Most Disgusting Scene                                      | Nominerad | I Still Know What You Did Last Summer                                             |
| 1999 | Teen Choice Award               | TV - Choice Actress                                               | Nominerad | Party of Five                                                                     |
| 1999 | Young Artist Award              | Best Performance in a Feature Film - Leading Young Actress        | Nominerad | Can't Hardly Wait                                                                 |
| 2000 | Kid's Choice Award              | Favorite Television Actress                                       | Nominerad | Party of Five                                                                     |
| 2000 | People's Choice Award           | Favorite Female Performer in a New Television Series              | Vann      | Time of Your Life                                                                 |
| 2003 | DVD Exclusive Award             | Best Original Song                                                | Vann      | "I'm Gonna Love You (Madellaine's Love Song)" från The Hunchback of Notre Dame II |
| 2003 | Kids' Choice Award              | Favorite Female Butt Kicker                                       | Vann      | The Tuxedo                                                                        |
| 2003 | Teen Choice Award               | Choice Crossover Artist (Music/Acting)                            | Nominerad |                                                                                   |
| 2006 | Saturn Award                    | Best Actress on Television                                        | Vann      | Ghost Whisperer                                                                   |
| 2006 | Kids' Choice Award              | Favorite Television Actress                                       | Nominerad | Ghost Whisperer                                                                   |
| 2006 | People's Choice Award           | Favorite Female Television Star                                   | Nominerad | Ghost Whisperer                                                                   |
| 2007 | Saturn Award                    | Best Actress on Television                                        | Vann      | Ghost Whisperer                                                                   |
| 2008 | People's Choice Award           | Best Actress on Television                                        | Nominerad | Ghost Whisperer                                                                   |
| 2008 | Saturn Award                    | Best Actress on Television                                        | Vann      | Ghost Whisperer                                                                   |
| 2008 | TV Land Award                   | Favorite Character from the "Other Side"                          | Nominerad | Ghost Whisperer                                                                   |